# Yasin Hamed
Yasin Khalid Abdelrahman Hamed (ur. 6 listopada 1998 w Saloncie) – sudański piłkarz pochodzenia rumuńskiego grający na pozycji prawoskrzydłowego. Od 2023 jest zawodnikiem klubu Győr.

## Kariera klubowa
Swoją karierę piłkarską Hamed rozpoczął w juniorach takich klubów jak: Liberty Salonta (do 2013), LPS Bihorul (2013-2014) i ASA Târgu Mureș (2014-2016). W 2016 roku awansował do pierwszego zespołu ASA Târgu Mureș i 23 lipca 2016 zadebiutował w jego barwach w pierwszej lidze rumuńskiej w przegranym 1:2 wyjazdowym meczu z Gaz Metan Mediaș. Grał w nim do końca 2016 roku.
Na początku 2017 roku Hamed przeszedł do Pandurii Târgu Jiu. Swój debiut w nim zanotował 3 lutego 2017 w zremisowanym 1:1 domowym meczu z Politehniką Jassy. Grał w nim przez pół roku.
Latem 2017 Hamed został zawodnikiem CFR 1907 Cluj, jednak nie zaliczył w nim debiutu i w 2018 roku odszedł do Sepsi Sfântu Gheorghe. W nim zadebiutował 2 lutego 2018 w zwycięskim 1:0 domowym meczu z ACS Poli Timișoara. W Sepsi grał do końca sezonu 2019/2020.
W lipcu 2020 Hamed przeszedł do węgierskiego klubu Nyíregyháza Spartacus FC. Swój debiut w nim zaliczył 1 sierpnia 2020 w wygranym 1:0 wyjazdowym meczu z Kaposvári Rákóczi FC.
| Sezon   | Klub                     | Kraj    | Rozgrywki | Mecze | Gole |
| ------- | ------------------------ | ------- | --------- | ----- | ---- |
| 2016/17 | ASA Târgu Mureș          | Rumunia | Liga I    | 3     | 0    |
| 2016/17 | Pandurii Târgu Jiu       | Rumunia | Liga I    | 16    | 1    |
| 2017/18 | CFR 1907 Cluj            | Rumunia | Liga I    | 0     | 0    |
| 2017/18 | Sepsi Sfântu Gheorghe    | Rumunia | Liga I    | 16    | 1    |
| 2018/19 | Sepsi Sfântu Gheorghe    | Rumunia | Liga I    | 27    | 4    |
| 2019/20 | Sepsi Sfântu Gheorghe    | Rumunia | Liga I    | 4     | 0    |
| 2020/21 | Nyíregyháza Spartacus FC | Węgry   | NB II     | 34    | 8    |

## Kariera reprezentacyjna
W reprezentacji Sudanu Hamed zadebiutował 13 listopada 2019 w wygranym 4:0 meczu kwalifikacji do Pucharu Narodów Afryki 2021 z Wyspami Świętego Tomasza i Książęcej, rozegranym w Omdurmanie. W 2022 roku został powołany do kadry na Puchar Narodów Afryki 2021. Na tym turnieju rozegrał trzy mecze grupowe: z Gwineą Bissau (0:0), z Nigerią (1:3) i z Egiptem (0:1).